# ریشه‌ها: نسل‌های بعدی
ریشه‌ها: نسل‌های بعدی (انگلیسی: Roots: The Next Generations) یک مجموعه تلویزیونی ساخته سال ۱۹۷۹ میلادی است.
این مجموعه تلویزیونی که در ۸ قسمت ساخته شده از ۱۸ تا ۲۴ فوریه ۱۹۷۹ از شبکه ای‌بی‌سی آمریکا پخش شده‌است، ریشه‌ها که داستان آن پیرامون نژادپرستی در کشور آمریکا است توانسته‌است برنده جایزه امی ساعات پربیننده برای مجموعه تلویزیونی کوتاه در سال ۱۹۷۹ شود.

## بازیگران
- Georg Stanford Brown – Tom Harvey
- Lynne Moody – Irene Harvey
- دبی مورگان – Elizabeth Harvey
- بیه ریچاردز – Cynthia Harvey Palmer (older)
- هنری فوندا – Colonel Frederick Warner
- اولیویا دی هاویلند – Mrs. Warner
- ریچارد توماس – Jim Warner
- مارک سینگر – Andy Warner
- استن شو – Will Palmer
- فی هاوزر – Carrie Barden
- ایرنه کارا – Bertha Palmer Haley
- Avon Long – Chicken George Moore
- راجر ای ماسلی – Lee Garnet
- Paul Koslo – Earl Crowther
- هری مورگان – Bob Campbell
- دوریان هاروود – Simon Haley
- روبی دی – Queen Haley
- Hal Williams – Alec Haley
- گرگ موریس – Beeman Jones
- Brian Stokes Mitchell – John Dolan
- جانت دوبوآ – Sally Harvey
- Slim Gaillard – Sam Wesley
- جرج واسکوچ – Mr. Goldstein
- Jason Wingreen – Judge Quartermain
- چارلز رابینسون – Luke Bettiger
- اوسی دیویس – Dad Jones
- Kene Holliday – Detroit
- آلبرت پاپول – Fader
- جان روبنشتاین – Lieutenant Hamilton Ten Eyck
- برنی کیسی – Bubba Haywood
- پم گریر – Francey
- Roosevelt Grier – Big Slew Johnson
- جیمز دالی – RSM Boyce
- Percy Rodriguez – Boyd Moffatt
- رابرت کالپ – Lyle Pettijohn
- دینا مریل – Mrs. Hickinger
- براک پیترس – Ab Decker
- بور-لی بانفیلد – Cynthia Palmer (young adult)
- پل وینفیلد – Dr. Horace Huguley
- Lynn Hamilton – Cousin Georgia
- Kristoff St. John – آلکس هیلی (child)
- Logan Ramsey – D.L. Lewis
- Dennis Fimple – Sheriff Duffy
- Damon Evans – آلکس هیلی (ages 16–28)
- دبی آلن – Nan Branch Haley
- اندی گریفیت – Commander Robert Munroe
- داین کارول – Zeona Haley
- رافر جانسون – Nelson
- کارمن مک‌ری – Lily
- جان هنکاک – Scotty
- تلما هاپکینز – Daisy
- کیم فیلدز – Lydia Haley
- Milt Kogan - Mel Klein
- جیمز ارل جونز – آلکس هیلی (ages 39–46)
- هاوارد رولینز – George Haley
- مارلون براندو – جورج لینکلن راکول
- ال فریمن جونیور – مالکوم ایکس
- باربارا باری – Dodie Brattle
- لیندا هاپکینز – Singer
- بابی شورت – Pianist
- Lee Chamberlin – Odile Richards
- نورمن فل – Bernie Raymond
- جیمز برودریک – Dr. Lewis
- مایکل کنستانتین – Dr. Vansina
- جانی سکا – Ebau Manga
- Zakes Mokae – African Minister
- کلودیا مک‌نیل – Sister Will Ada
- Bianca Ferguson – Sophia
- فیلیپ مایکل توماس – Eddie Franklin